# مصطفى الشاذلي
مصطفى الشاذلي حارس مرمى مغربي. ساهم في حصول نادي الرجاء الرياضي على العديد من الألقاب من بينها عصبة الأبطال الإفريقية سنة 1997 و1999 وكأس الكاف سنة 2003 وكأس العرش سنة 2005، إذ لعب مصطفى الشاذلي دورا فعالا في حصول الرجاء على هذه الألقاب، دون نسيان بطولات الدوري المحلي التي أحرزتها الرجاء بواسطة الشاذلي.والآن يشغل مركز مدرب للحراس في الفريق الأول للرجاء الرياضي .

## الإنجازات

### النادي
الرجاء الرياضي
- الدوري المغربي لكرة القدم (7) : 1996، 1997، 1999،1998، 2000، 2001، 2004
- كأس العرش (3) : 1996، 2002، 2005.
- دوري أبطال أفريقيا (2) : 1997، 1999
  - وصيف 2002.
- كأس السوبر الأفريقي (1) : 2000
  - وصيف 1998.
- دوري أبطال العرب (1) : 2005.
  - وصيف 1996
- الكأس الأفروآسيوية للأندية (1) : 1998.
- كأس الاتحاد الأفريقي (1) : 2003.

 الجيش الملكي
- كأس العرش (1) : 2009.

## الجوائز الشخصية
- أفضل حارس مرمى في دوري أبطال أفريقيا عام 1997.
- أفضل حارس مرمى في دوري أبطال أفريقيا عام 1999.
- أفضل حارس مرمى في دوري أبطال أفريقيا عام 2002.
- أفضل حارس مرمى في كأس الاتحاد الأفريقي عام 2003.
- أفضل حارس في الدوري المغربي 2001.
- أفضل حارس في الدوري المغربي 2003.
- أفضل حارس في الدوري المغربي 2004.
- الحارس الوحيد في أفريقيا الذي حافظ على نظافة شباكه في 13 مباراة متتالية.
- الحارس الأكتر تتويجا في المغرب والتاني في أفريقيا.

## روابط خارجية
- مصطفى الشاذلي على موقع الاتحاد الدولي (مؤرشف)  (الإنجليزية)
- مصطفى الشاذلي على موقع قاعدة بيانات كرة القدم.إي يو (الإنجليزية)
- مصطفى الشاذلي على موقع ناشيونال فوتبول تيمز (الإنجليزية)
- مصطفى الشاذلي على موقع كووورة